# John Mahnken
John Emmanuel Mahnken est un joueur américain de basket-ball né le 16 juin 1922 et mort le 14 décembre 2000 ayant évolué en NBA (et en BAA, son ancêtre).

## Biographie
En sortant de la Memorial High School de West New York, Mahnken entre à l'université de Georgetown. Il participe à 27 matches avec les Hoyas durant la saison universitaire 1942-1943, puis sert dans l'Armée de terre des États-Unis de 1943 à 1945. 
En 1945, il revient au basket-ball en intégrant la National Basketball League avec les Royals de Rochester, remportant le titre en 1946.
En 1946, il signe un contrat avec les Capitols de Washington de Red Auerbach, en Basketball Association of America, une ligue qui est créée cette année-là. Il joue jusqu'en 1953, étant très régulièrement transféré. Ses statistiques en BAA/NBA sont de 5,8 points par match, 2,9 rebonds (seulement comptabilisés à partir de la saison 1949-1950) et 1,3 passe décisive.